# Вімблдонський турнір 2010
Вімблдонський турнір 2010 — тенісний турнір, що проходив на трав'яних тенісних кортах Всеанглійського клубу лаун-тенісу і крокету. Це був третій турнір Великого шолома 2010 року. Турнір проходив з 21 червня по 4 липня.

## Фіналісти та переможці
Чоловіки, одиночний розряд
 Рафаель Надаль переміг  Томаша Бердиха, 6–3, 7–5, 6–4
Жінки, одиночний розряд
 Серена Вільямс перемогла  Віру Звонарьову,  6–3, 6–2
Чоловіки, парний розряд
 Юрген Мельцер /  Філіпп Пецшнер перемогли  Роберта Ліндстедта /  Горія Текеу, 6–1, 7–5, 7–5
Жінки, парний розряд
 Ваня Кінґ /  Ярослава Шведова перемогли  Олену Весніну /  Віру Звонарьову, 7–6(6), 6–2
Мікст
 Леандер Паес /  Кара Блек перемогли  Веслі Муді /  Лізу Реймонд, 6–4, 7–6(5)